# Echinometra mathaei
Echinometra mathaei är en sjöborreart. Echinometra mathaei ingår i släktet Echinometra och familjen Echinometridae. Inga underarter finns listade i Catalogue of Life.

## Bildgalleri

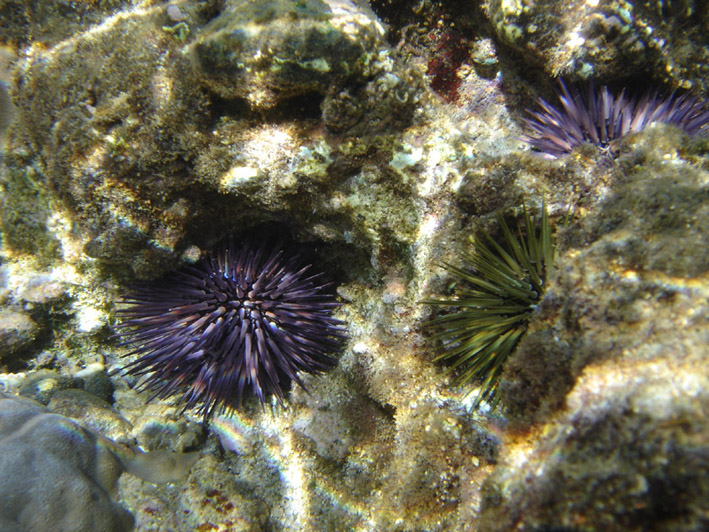
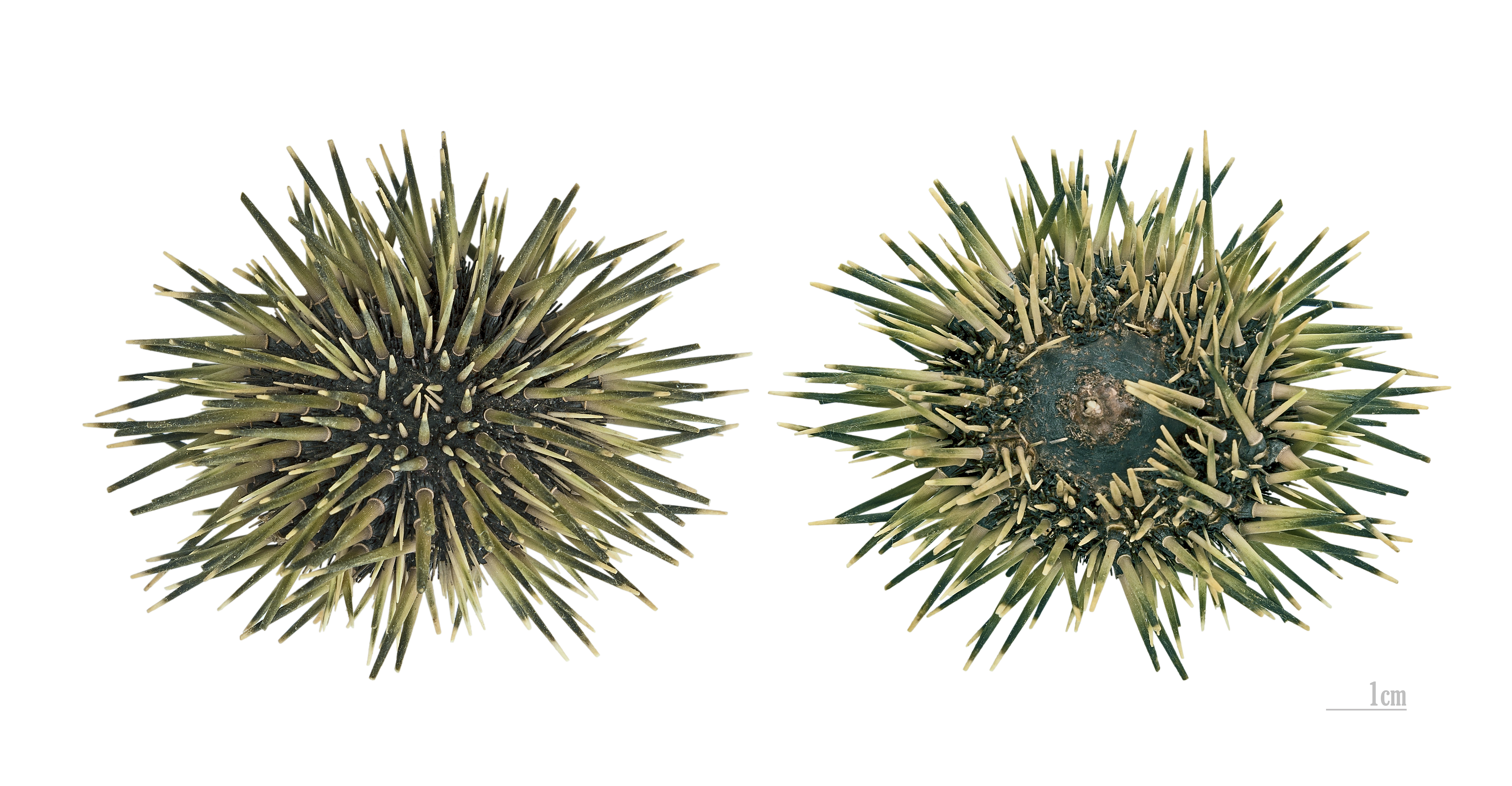

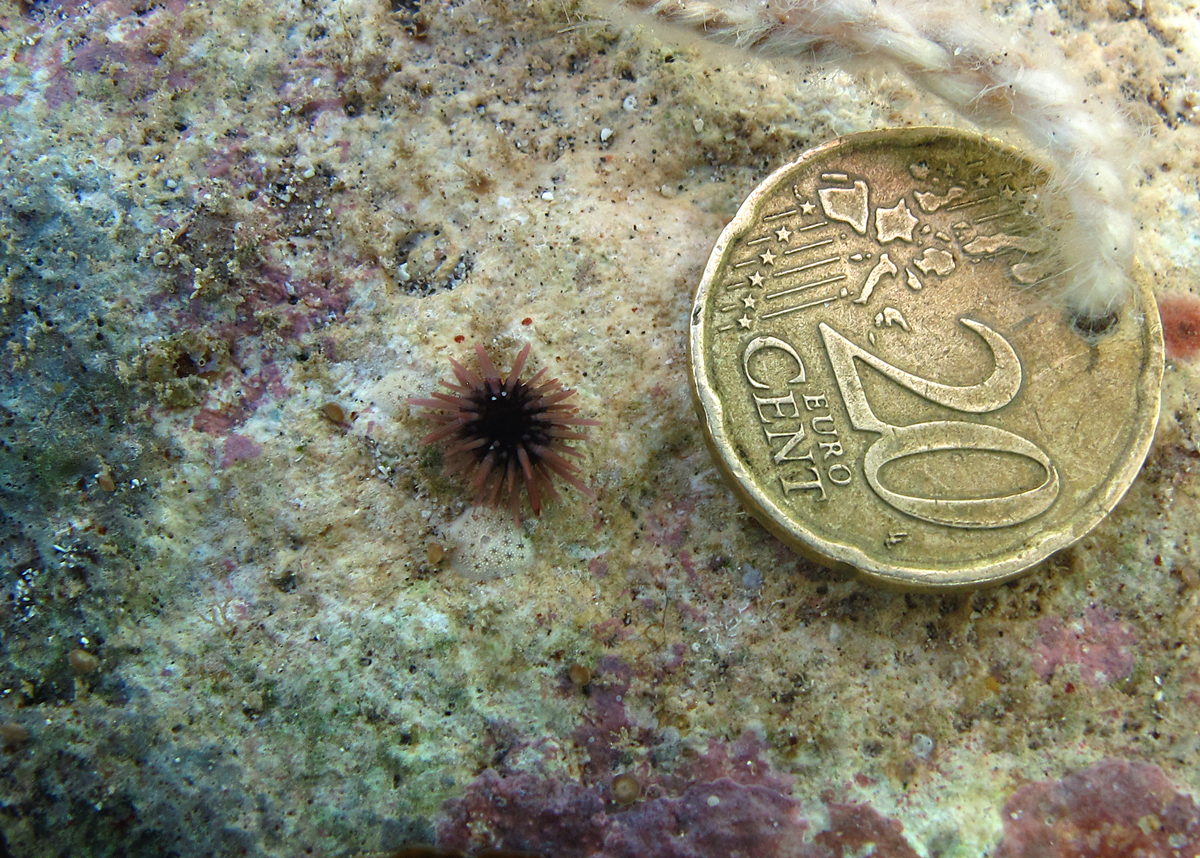